# Shehbaz Sharif
Mian Muhammad Shehbaz Sharif (Panyab Occidental, 23 de septiembre de 1951) es un político pakistaní que desempeña como primer ministro de Pakistán desde marzo de 2024, previamente ocupó el cargo desde abril de 2022 hasta agosto de 2023. Fue Líder de la Oposición en la Asamblea Nacional de Pakistán de 2018 a 2022 durante el gobierno de Imran Khan. Es miembro de la Asamblea Nacional desde el 13 de agosto de 2018 y es el actual presidente del partido Liga Musulmana de Pakistán (N), también fue ministro principal de Panyab de junio de 2013 a mayo de 2018.
Sharif fue elegido para la Asamblea Provincial de Panyab en 1988 y para la Asamblea Nacional en 1990. Fue nuevamente elegido para la Asamblea de Panyab en 1993 y nombrado Líder de la Oposición. Elegido por tercera vez en 1997, Sharif juró como ministro principal de Panyab el 20 de febrero de 1997.
Después de un golpe militar depuesto al gobierno en 1999, Sharif pasó años de autoexilio en Arabia Saudita, regresando a Pakistán en 2007. Sharif fue nombrado primer ministro por un segundo mandato después de la victoria del PML-N en la provincia en las elecciones generales de 2008. Fue elegido como primer ministro de Panyab por tercera vez en 2013.

## Carrera política
El 27 de febrero de 2018, Sharif estuvo nombrado Presidente interino del PML-N. El 13 de marzo, fue elegido Presidente del PML-N sin oposición.
El 7 de junio de 2018, Hasan Askari Rizvi sucedió a Sharif como ministro principal interino del Panyab.
El 3 de marzo de 2024, fue reelegido primer ministro de Pakistán para un segundo mandato, obteniendo 201 votos contra 92 votos de Omar Ayub Khan, respaldado por el PTI.

### Líder de la Oposición
Fue elegido miembro de la Asamblea Nacional como candidato de PML-N de la Circunscripción NA-132 (Lahore-X) en las elecciones generales paquistaníes de 2018. En la misma elección, fue reelegido para la Asamblea Provincial del Panyab como candidato de PML-N de la circunscripción PP-164 (Lahore-XXI) y PP-165 (Lahore-XXII). Luego de su exitosa elección, abandonó sus escaños de Panyab a favor del escaño de la Asamblea Nacional. El 16 de agosto, fue designado por PML-N para la oficina del primer ministro de Pakistán. El 17 de agosto de 2018, recibió 96 votos y perdió contra Imran Khan. El mismo día, fue nominado para el cargo de Líder de la Oposición en la Asamblea Nacional por uno 111 miembros de la Asamblea Nacional. El 20 de agosto de 2018, fue notificado como Líder de la Oposición en la Asamblea Nacional.